# Dobbs Ferry
Dobbs Ferry és una població dels Estats Units a l'estat de Nova York. Segons el cens del 2000 tenia 10.622 habitants.

## Demografia
Segons el cens del 2000, Dobbs Ferry tenia 10.622 habitants, 3.792 habitatges, i 2.570 famílies. La densitat de població era de 1.680,8 habitants/km².
Dels 3.792 habitatges en un 34,5% hi vivien nens de menys de 18 anys, en un 54,8% hi vivien parelles casades, en un 10% dones solteres, i en un 32,2% no eren unitats familiars. En el 27,6% dels habitatges hi vivien persones soles el 8,4% de les quals corresponia a persones de 65 anys o més que vivien soles. El nombre mitjà de persones vivint en cada habitatge era de 2,55 i el nombre mitjà de persones que vivien en cada família era de 3,13.
Per edats la població es repartia de la següent manera: un 26% tenia menys de 18 anys, un 7,3% entre 18 i 24, un 27,4% entre 25 i 44, un 24,1% de 45 a 60 i un 15,2% 65 anys o més.
L'edat mediana era de 39 anys. Per cada 100 dones de 18 o més anys hi havia 84,5 homes.
La renda mediana per habitatge era de 70.333 $ i la renda mediana per família de 93.127 $. Els homes tenien una renda mediana de 65.532 $ mentre que les dones 50.091 $. La renda per capita de la població era de 35.090 $. Entorn de l'1,8% de les famílies i el 5,6% de la població estaven per davall del llindar de pobresa.